# Filhos de Héber
Os Filhos de Héber, ou Bnei Ever (בני-עבר), um sinônimo para os primeiros hebreus culturais, são primeiramente mencionados na bíblia hebraica em Gênesis 10:21. Em círculos ortodoxos, o termo é entendido como referente à grande família dos povos hebreus de quem veio Abraão. Cada um dos nomes dos filhos em questão é entendido como a base para as diferentes nações hebraicas. Nos círculos protestantes e reformistas, os hebreus são definidos como descendentes de Abraão e a identificação do Bnei Ever de Gênesis 10:21 permanece obscura, exceto para a oitava geração, cujos descendentes das narrativas bíblicas estão principalmente relacionados.
As primeiras dinastias contemporâneas de Bnei Ever consistem unicamente de Joctã e Pelegue, em cujo tempo "a terra foi dividida" (Gênesis 10:25).
Na segunda geração, há treze filhos de Joctã. Almodá, Selefe, Hazarmavé, Jerá, Hadorão, Uzal, Dicla, Obal, Abimael, Sebá, Havilá, Jobabe e Ofir são mencionados enquanto apenas Reú está registrado como sendo de Pelegue.
Nas terceira e quinta gerações apenas os descendentes de Reú são mencionados, a saber Serugue ou Surugue/Sun, que gerou a Naor, de onde veio Terá.
Na sexta geração apenas os filhos de Terá são mencionados na bíblia: o segundo Naor, Harã e Abrão.
Na sétima geração, Naor gerou Uz (Bíblia), Buz, Quemuel, Quésede, Hazo, Pildas, Jidlafe e Betuel (pai de Labão). Harã gerou a Ló. Abrão gerou Ismael e então como Abraão, gerou Isaque, Zirman, Jocsã, Medã, Midiã, Isbaque e Suá.
Na oitava geração, as nações das definições bíblicas finalmente emergem. O filho de Betuel é Labão, o filho de Quemuel é Arão (Arão dos Dois Rios ou Arão-Narraraim) por quem os Naoritas vieram a ser conhecidos como arameus. Os filhos de Ló eram os amonitas e os moabitas.
Ainda na oitava geração um relacionamento especial entre "primos" é suposto ser o ideal entre os seguintes: Os filhos de Ismael foram Nebaiote, Quedar, Abdeel, Mibsão, Misma, Dumá, Massa, Hadade, Tema, Jetur, Nafis e Quedemá. Os filhos de Isaque foram os edomitas e os israelitas. Os filhos de Jocsã foram Sebá e Dedã. E, finalmente, os filhos de Midiã foram Efá, Enoque, Abida, Eldá e Éfer.